# Шрімара Шріваллабха
Шрімара Шріваллабха — індійський правитель з династії Пандья.

## Правління
За часів його правління було реалізовано кілька зрошувальних проектів, за якими було відновлено резервуари, що існували, за допомогою цегли та гранітних блоків було збудовано канали та шлюзи. Окрім того було збудовано водосховище Шрі Валлабха Перері.
На початку свого правління здобув перемогу над Паллавами та Чера. Пізніше Пандья втрутились до справ тамілів на Цейлоні, ту інтервенцію палко підтримали жителі острова. 